# Finca los Jazmines
Finca los Jazmines är en ort i Mexiko.   Den ligger i kommunen Mexicali och delstaten Baja California, i den nordvästra delen av landet, 2 200 km nordväst om huvudstaden Mexico City. Finca los Jazmines ligger 1 meter över havet och antalet invånare är 285.
Terrängen runt Finca los Jazmines är huvudsakligen platt, men åt sydväst är den kuperad. Runt Finca los Jazmines är det ganska tätbefolkat, med 58 invånare per kvadratkilometer. Närmaste större samhälle är Mexicali, 11,0 km öster om Finca los Jazmines. Omgivningarna runt Finca los Jazmines är i huvudsak ett öppet busklandskap.